# Mode réel
Le mode réel est le mode de fonctionnement par défaut des processeurs compatibles Intel x86. Il est aujourd'hui désuet car on lui préfère le mode protégé qui est plus robuste face aux erreurs matérielles et de programmation.
Le mode réel est caractérisé par un adressage de l'espace mémoire sur 20 bits au total, ce qui permet d'accéder à seulement un Mio. L'accès se fait par un couple de registres segment:offset ayant chacun une taille de 16 bits, Ce mode permet un accès direct à toute la mémoire, aux différentes interruptions entrée/sorties, dont celles du BIOS. Le mode réel ne fournit aucune protection mémoire, telle que la mémoire virtuelle, ni de multitâche au niveau matériel, ni de possibilité d'avoir plusieurs modes d'exécution (mode noyau/utilisateur par exemple).
Le DOS utilise ce mode de fonctionnement. Windows jusqu'à la version 3.0 fonctionnait dans ce mode. La version offrait le choix entre le mode réel et le mode protégé. La version 3.1 ne permettait plus d'utiliser le mode réel.
Pour des raisons de rétrocompatibilité, le mode initial (au démarrage) des processeurs x86 actuels est toujours le « mode réel ».